# .re
.re ist die länderspezifische Top-Level-Domain (ccTLD) des französischen Überseegebietes Réunion. Sie existiert seit dem 7. April 1997 und wird von der Vergabestelle AFNIC verwaltet, die auch für .fr und .yt zuständig ist.

## Eigenschaften
Die Registrierung von Adressen findet meist auf zweiter Ebene statt, jedoch existieren auch spezielle Domains wie .asso.re (für Vereine) auf dritter Ebene. Diese richten sich an eine bestimmte Zielgruppe, die ihre jeweilige Tätigkeit gesondert nachweisen muss. Ansonsten steht die Top-Level-Domain .re jeder natürlichen oder juristischen Person mit (Wohn-)Sitz in der Europäischen Union, Liechtenstein, der Schweiz oder Norwegen offen, nachdem die Vergabekriterien zuletzt im Dezember 2011 massiv liberalisiert wurden.